# بنجی آقادیونو
بنجی آقادیونو (انگلیسی: Benjy Aghadiuno؛ زادهٔ ۳۰ ژانویهٔ ۲۰۰۰) بازیکن فوتبال اهل بریتانیا است.
از باشگاه‌هایی که در آن بازی کرده‌است می‌توان به باشگاه فوتبال بارنت اشاره کرد.